# Hayrat (district)
Hayrat is een Turks district in de provincie Trabzon en telt 8.142 inwoners (2007). Het district heeft een oppervlakte van 336,6 km². Hoofdplaats is Hayrat.
De bevolkingsontwikkeling van het district is weergegeven in onderstaande tabel.
| 1997   | 2000   | 2007  |
| ------ | ------ | ----- |
| 17.954 | 21.308 | 8.142 |